# Првенство Шри Ланке у рагбију
Првенство Шри Ланке у рагбију (енгл. Sri Lanka Rugby Championship) је први ранг клупског рагби 15 такмичења у овој острвској држави.

## О такмичењу
Рагби има дугу историју у Шри Ланци. У Шри Ланци има око 105 000 рагбиста и око 100 рагби клубова. Рагби је полупрофесионалан спорт у Шри Ланци. Овим такмичењем управља Рагби савез Шри Ланке. Игра се по двокружном систему и екипа која сакупи највећи број бодова осваја титулу шампиона Шри Ланке у рагбију.
Учесници:
- Ер форс
- Арми
- Селјонез
- Коломбо
- Хејвлок
- Кенди
- Нејви
- Полис

## Листа шампиона
| Рагби клуб | Број титула |
| ---------- | ----------- |
| Кенди      | 18          |
| Хејвлок    | 14          |
| Сејлонез   | 13          |
| Полис      | 12          |
| Коломбо    | 10          |
| Арми       | 2           |
| Димбула    | 2           |
| Нејви      | 1           |